# Egypte op de Olympische Zomerspelen 1996
Egypte nam deel aan de Olympische Zomerspelen 1996 in Atlanta, Verenigde Staten. Net zoals hun vorige deelname won men deze keer geen medaille.

## Deelnemers en resultaten

### Boksen
| Olympiër        | Discipline | Resultaat | Prestatie                                         |
| --------------- | ---------- | --------- | ------------------------------------------------- |
| Kbary Salim     | -75kg (m)  | 17e       | 1ste ronde: V van CUB Hernandez: 2-11             |
| Mohamed Mahmoud | -81kg (m)  | 17e       | 1ste ronde: V van CUB Rojas: 9-20                 |
| Amrou Moustafa  | -91kg (m)  | 17e       | 1ste ronde: V van RUS Kshinin: 4-17               |
| Ahmed El-Said   | +91kg (m)  | 9e        | 1ste ronde: vrij 2de ronde: V van GER Monse: 9-12 |

### Gewichtheffen
| Olympiër        | Discipline | Resultaat | Prestatie                                                        |
| --------------- | ---------- | --------- | ---------------------------------------------------------------- |
| Tharwat Bendary | -99kg (m)  | 11e       | trekken: 12de met 167,5kg stoten: 10de met 205kg totaal: 372,5kg |

### Handbal
| Olympiër | Discipline | Resultaat | Prestatie |
| --- | ---------- | --------- | --- |
| Hosam Abdallah Sameh Abdel Waress Ayman El- Alfy Ahmed Ali Ahmed El- Attar Ashraf Mabrouk Awaad Ahmed El- Awady Ahmed Belal Amro El- Geioushy Saber Hussein Khaled Mahmoud Yasser Mahmoud Gohar Mohamed Mohamed Bakir El- Nakib Ayman Abdel Hamid Soliman Mahmoud Soliman | mannen     | 6e        | groep B: 3de W van Algerije: 19-16 W van Brazilië: 31-20 W van Duitsland: 24-22 V van Frankrijk: 20-25 V van Spanje: 19-20 5-6de plek: V van Rusland: 26-29 |

| Groep B |           |             |             |             |             |            |            |            |        |
| #       | Land      | Wedstrijden | Wedstrijden | Wedstrijden | Wedstrijden | Doelpunten | Doelpunten | Doelpunten | Punten |
| #       | Land      | G           | W           | G           | V           | V          | T          | Saldo      | Punten |
| 1       | Frankrijk | 5           | 4           | 0           | 1           | 145        | 114        | +31        | 8      |
| 2       | Spanje    | 5           | 4           | 0           | 1           | 114        | 97         | +17        | 8      |
| 3       | Egypte    | 5           | 3           | 0           | 2           | 113        | 103        | +10        | 6      |
| 4       | Duitsland | 5           | 3           | 0           | 2           | 121        | 112        | +9         | 6      |
| 3       | Algerije  | 5           | 0           | 1           | 4           | 95         | 117        | -22        | 1      |
| 4       | Brazilië  | 5           | 0           | 1           | 4           | 100        | 145        | -45        | 1      |

| Ronde      | Datum   | Plaats    | Land  | Score     | Land |
| ---------- | ------- | --------- | ----- | --------- | ---- |
| Groepsfase |         |           |       |           |      |
| 24 juli    | Atlanta | Egypte    | 19-16 | Algerije  |      |
| 25 juli    | Atlanta | Egypte    | 31-20 | Brazilië  |      |
| 27 juli    | Atlanta | Egypte    | 24-22 | Duitsland |      |
| 29 juli    | Atlanta | Frankrijk | 25-20 | Egypte    |      |
| 31 juli    | Atlanta | Spanje    | 20-19 | Egypte    |      |
| 5-6de plek |         |           |       |           |      |
| 2 augustus | Atlanta | Rusland   | 29-26 | Egypte    |      |

### Judo
| Olympiër           | Discipline | Resultaat | Prestatie                                                                                                   |
| ------------------ | ---------- | --------- | --- |
| Bassel El Gharbawy | -95kg (m)  | 21e       | 1ste ronde: vrij 2de ronde: V van GBR Stevens                                                               |
|                    |            |           | |
| Heba Hefny         | +72kg (v)  | 9e        | 1ste ronde: vrij 2de ronde: W van AUS Burnett kwartfinale: V van POL Maksymow herkansingen: V van FRA Cicot |

### Roeien
| Olympiër    | Discipline | Resultaat | Prestatie |
| ----------- | ---------- | --------- | --- |
| Ali Ibrahim | skiff (m)  | 8e        | serie 3: 3de in 7.41,17 herkansingen: 2de in 7.45,64 halve finale 1: 4de in 7.22,43 finale B: 2de in 6.52,11 |

### Schietsport
| Olympiër         | Discipline | Resultaat | Prestatie                          |
| ---------------- | ---------- | --------- | ---------------------------------- |
| Mostafa Hamdy    | skeet (m)  | 49e       | kwalificatie: 49ste met 112 punten |
| Mohamed Khorshed | skeet (m)  | 45e       | kwalificatie: 45ste met 113 punten |

### Worstelen
| Olympiër                | Discipline     | Resultaat      | Prestatie |
| Grieks-Romeins          | Grieks-Romeins | Grieks-Romeins | Grieks-Romeins                                                                                                |
| ----------------------- | -------------- | -------------- | --- |
| Moustafa Ramada Hussain | -90kg (m)      | 14e            | 1ste ronde: V van GER Bullmann: 0-3 herkansingen: W van MAR Essafoui: 4-0 herkansingen 2: V van CZE Švec: 4-8 |

### Zwemmen
| Olympiër     | Discipline           | Resultaat | Prestatie                  |
| ------------ | -------------------- | --------- | -------------------------- |
| Tamer Zinhom | 50m vrije slag (m)   | 47e       | serie 4: 5de in 24,05      |
| Tamer Zinhom | 100m vrije slag (m)  | 47e       | serie 4: 8ste in 52,16     |
| Tamer Zinhom | 100m vlinderslag (m) | 46e       | serie 4: 8ste in 56,46     |
|              |                      |           |                            |
| Rania Elwani | 50m vrije slag (v)   | 18e       | serie 7: 6de in 26,26 (NR) |
| Rania Elwani | 100m vrije slag (v)  | 19e       | serie 5: 6de in 56,89 (NR) |
| Rania Elwani | 200m vrije slag (v)  | 34e       | serie 3: 5de in 2.06,94    |

Afghanistan · Albanië · Algerije · Amerikaanse Maagdeneilanden · Amerikaans-Samoa · Andorra · Angola · Antigua‑Barbuda · Argentinië · Armenië · Aruba · Australië · Azerbeidzjan · Bahama's · Bahrein · Bangladesh · Barbados · België · Belize · Benin · Bermuda · Bhutan · Bolivia · Bosnië en Herzegovina · Botswana · Brazilië · Britse Maagdeneilanden · Brunei · Bulgarije · Burkina Faso · Burundi · Cambodja · Canada · Centraal-Afrikaanse Republiek · Chili · China · Chinees Taipei · Colombia · Comoren · Congo-Brazzaville · Cookeilanden · Costa Rica · Cuba · Cyprus · Denemarken · Djibouti · Dominica · Dominicaanse Republiek · Duitsland · Ecuador · Egypte · El Salvador · Equatoriaal-Guinea · Estland · Ethiopië · Fiji · Filipijnen · Finland · Frankrijk · Gabon · Gambia · Georgië · Ghana · Grenada · Griekenland · Groot-Brittannië · Guam · Guatemala · Guinee · Guinee-Bissau · Guyana · Haïti · Honduras · Hongarije · Hongkong · Ierland · IJsland · India · Indonesië · Irak · Iran · Israël · Italië · Ivoorkust · Jamaica · Japan · Jemen · Joegoslavië · Jordanië · Kaaimaneilanden · Kaapverdië · Kameroen · Kazachstan · Kenia · Kirgizië · Koeweit · Kroatië · Laos · Lesotho · Letland · Libanon · Liberia · Libië · Liechtenstein · Litouwen · Luxemburg ·  Macedonië · Madagaskar · Malawi · Malediven · Maleisië · Mali · Malta · Marokko · Mauritanië · Mauritius · Mexico · Moldavië · Monaco · Mongolië · Mozambique · Myanmar · Namibië · Nauru · Nederland · Nederlandse Antillen · Nepal · Nicaragua · Nieuw-Zeeland · Niger · Nigeria · Noord-Korea · Noorwegen · Oeganda · Oekraïne · Oezbekistan · Oman · Oostenrijk · Pakistan · Palestina · Panama · Papoea-Nieuw-Guinea · Paraguay · Peru · Polen · Portugal · Puerto Rico · Qatar · Roemenië · Rusland · Rwanda · Saint Kitts en Nevis · Saint Lucia · Saint Vincent en Grenadines · Salomonseilanden · Samoa · San Marino · Sao Tomé en Principe · Saoedi-Arabië · Senegal · Seychellen · Sierra Leone · Singapore · Slovenië · Slowakije · Soedan · Somalië · Spanje · Sri Lanka · Suriname · Swaziland · Syrië · Tadzjikistan · Tanzania · Thailand · Togo · Tonga · Trinidad en Tobago · Tsjaad · Tsjechië · Tunesië · Turkije · Turkmenistan · Uruguay · Vanuatu · Venezuela · Verenigde Arabische Emiraten · Verenigde Staten · Vietnam · Wit-Rusland · Zaïre · Zambia · Zimbabwe · Zuid-Afrika · Zuid-Korea · Zweden · Zwitserland